# Paolo Anesi
Paolo Anesi (1697-1773) est un peintre et graveur italien baroque de la période rococo actif à Rome au XVIIIe siècle, connu pour ses vedute.

## Biographie
Fils d'un négociant de soie vénitien, Anesi se forme auprès de Giuseppe Bartolomeo Chiari et Bernardino Fergioni aux côtés d'Andrea Locatelli. Il est admis à la Congrégation des Virtuoses du Panthéon ainsi qu'à la Accademia del disegno de Florence, mais n'appartient jamais à l'Académie de Saint-Luc, comme de nombreux peintres de paysage.
Ses commanditaires appartient à la haute aristocratie romaine. En 1731-32, il peint dix paysage pour la maison de Savoie. En 1749, il réalise d'importants décors au palais Massimo à Arsoli et en 1761 à la villa Albani.
Anesi employait régulièrement des peintres comme Pompeo Batoni et Giovanni Paolo Panini pour peindre les figures de ses paysages.
Il collabore avec son élève Paolo Monaldi sur un certain nombre d'œuvres de genre bamboccianti, représentant des scènes paysannes, pour lesquelles il réalise les paysages et l'architecture. Entre 1763 et 1766, le cardinal Flavio Chigi les engage pour décorer sa villa située à l'extérieur de Porta Salaria. Aujourd’hui dispersées, ces fresques représentaient un paysage avec vue de Borgheto, un capriccio du Latium avec des personnages dansant près d'une rivière, un paysage d'Ariccia et un capriccio de ruines romaines avec des personnages.
Anesi est également reconnu pour son travail de graveur, ayant notamment publié au début de sa carrière un ouvrage intitulé Varie vedute inventate ed intagliate da Paolo Anesi (1725), dédié au cardinal Giuseppe Renato Imperiali (1651-1737).

## Œuvres
Un grand nombre d'œuvres de Paolo Anesi sont conservées dans des collections étrangères, principalement en Angleterre. Ses vedute étaient en effet particulièrement prisées par les Anglais en visite à Rome lors de leur Grand Tour
Des tableaux d'Anesi sont également conservés en Italie, notamment à la Pinacoteca Civica de Forlì, à la galerie Doria-Pamphilj, au palais Corsini et au palais Pallavicini Rospigliosi à Rome. Le musée diocésain de Milan conserve une série de quatre paysages romains peints par Anesi, ainsi qu'un groupe de huit peintures envoyées à Turin entre 1731 et 1732.
En France, le musée des Augustins de Toulouse conserve deux vedute ayant autrefois appartenu à la collection du cardinal François-Joachim de Pierre de Bernis, Le Temple de Bacchus à Rome et la Vue de la porte Saint-Paul à Rome.